# Pallipattu
Pallipattu (Tamil: பள்ளிப்பட்டு Paḷḷippaṭṭu [ˈpaɭiˌpːaʈːɯ], auch Pallipat) ist eine Stadt im indischen Bundesstaat Tamil Nadu mit knapp 9.000 Einwohnern (Volkszählung 2011).
Pallipattu liegt im Distrikt Tiruvallur im Norden Tamil Nadus rund 115 Kilometer westlich der Hauptstadt Chennai (Madras) unmittelbar an der Grenze zum Nachbarbundesstaat Andhra Pradesh. Die Stadt ist Hauptort des Taluks Pallipattu. Durch Pallipattu fließt der Korttalaiyar-Fluss.
Während der britischen Kolonialzeit gehörte Pallupattu zum Distrikt Chittoor der Präsidentschaft Madras. Nach der indischen Unabhängigkeit kam der Ort 1953 mitsamt dem Distrikt Chittoor zu dem aus dem telugusprachigen Nordteil des Bundesstaates Madras neugegründeten Bundesstaat Andhra (ab 1956 Andhra Pradesh). Wegen seiner überwiegend tamilischen Bevölkerung wurde Pallipattu 1960 aber gemeinsam mit Tiruttani dem mittlerweile nach den Sprachgrenzen des Tamil neuformierten Bundesstaat Madras (1969 umbenannt in Tamil Nadu) zugeschlagen.
88 Prozent der Einwohner Pallippattus sind Hindus, 9 Prozent sind Muslime und 2 Prozent Christen. Neben dem Tamil, das von 60 Prozent der Bevölkerung als Muttersprache gesprochen wird, ist auch das Telugu verbreitet. Es wird von 32 Prozent der Bevölkerung gesprochen. Weitere 7 Prozent sprechen Urdu.